# Meioneta milleri
Meioneta milleri là một loài nhện trong họ Linyphiidae.
Loài này thuộc chi Meioneta. Meioneta milleri được miêu tả năm 1997 bởi Konrad Thaler et al..